# Ursula Konzett
Ursula Konzett (ur. 15 listopada 1959 w Grabs w Szwajcarii) – narciarka alpejska reprezentująca Liechtenstein, brązowa medalistka igrzysk olimpijskich i mistrzostw świata.

## Kariera
Po raz pierwszy na arenie międzynarodowej Ursula Konzett pojawiła się w sezonie 1975/1976. Pierwsze punkty w zawodach Pucharu Świata wywalczyła 24 marca 1977 roku w Sierra Nevada, zajmując trzecie miejsce w gigancie. Tym samym nie tylko zdobyła pierwsze pucharowe punkty, ale od razu stanęła na podium, przegrywając jedynie z Lise-Marie Morerod ze Szwajcarii oraz Austriaczką Ingrid Eberle. W kolejnych latach jeszcze sześciokrotnie stawała na podium, odnosząc przy tym dwa zwycięstwa: 22 stycznia 1982 roku w Lenggries oraz 3 marca 1982 roku w Waterville Valley wygrywała slalomy. Zwycięstwo w Waterville Valley było równocześnie ostatnim pucharowym podium w jej karierze. Najlepsze wyniki osiągnęła w sezonie 1981/1982, kiedy zajęła szóste miejsce w klasyfikacji generalnej i trzecie w klasyfikacji giganta.
W 1976 roku wystartowała na igrzyskach olimpijskich w Innsbrucku, gdzie jej najlepszym wynikiem było jedenaste miejsce w slalomie. Na rozgrywanych cztery lata później igrzyskach w Lake Placid wystartowała w gigancie i slalomie, jednak obu konkurencji nie ukończyła. Wzięła także udział w igrzyskach olimpijskich w Sarajewie w 1984 roku, gdzie wywalczyła brązowy medal w slalomie. Po pierwszym przejeździe slalomu Konzett zajmowała drugie miejsce, tracąc do prowadzącej Christelle Guignard z Francji 0,10 sekundy. W drugim przejeździe osiągnęła szósty czas, co dało jej trzeci łączny wynik i miejsce na najniższym stopniu podium. Ostatecznie straciła 1,03 sekundy do Włoszki Paoletty Magoni i 0,12 sekundy do Francuzki Perrine Pelen. Na tych samych igrzyskach wystartowała także w gigancie, ale nie ukończyła rywalizacji. W międzyczasie wywalczyła brązowy medal w gigancie podczas mistrzostw świata w Schladming w 1982 roku. Uległa tam tylko Szwajcarce Erice Hess i Christin Cooper z USA. W marcu 1985 roku zakończyła karierę.
Podczas ceremonii otwarcia igrzysk olimpijskich w Innsbrucku była chorążym reprezentacji Liechtensteinu.

## Osiągnięcia

### Igrzyska olimpijskie
| Miejsce | Dzień     | Rok  | Miejscowość | Konkurencja | Czas biegu | Strata | Zwyciężczyni     |
| ------- | --------- | ---- | ----------- | ----------- | ---------- | ------ | ---------------- |
| 24.     | 8 lutego  | 1976 | Innsbruck   | Zjazd       | 1:46,16    | +5,37  | Rosi Mittermaier |
| 11.     | 11 lutego | 1976 | Innsbruck   | Slalom      | 1:30,54    | +5,81  | Rosi Mittermaier |
| 18.     | 13 lutego | 1976 | Innsbruck   | Gigant      | 1:29,13    | +2,46  | Kathy Kreiner    |
| DNF     | 21 lutego | 1980 | Lake Placid | Gigant      | 2:41,66    | -      | Hanni Wenzel     |
| DNF     | 23 lutego | 1980 | Lake Placid | Slalom      | 1:25,09    | -      | Hanni Wenzel     |
| DNF     | 13 lutego | 1984 | Sarajewo    | Gigant      | 2:20,98    | -      | Debbie Armstrong |
| 3.      | 13 lutego | 1984 | Sarajewo    | Slalom      | 1:36,47    | +1,44  | Paoletta Magoni  |

### Mistrzostwa świata
| Miejsce | Dzień     | Rok  | Miejscowość            | Konkurencja | Czas biegu | Strata     | Zwyciężczyni          |
| ------- | --------- | ---- | ---------------------- | ----------- | ---------- | ---------- | --------------------- |
| 25.     | 3 lutego  | 1974 | Sankt Moritz           | Gigant      | 1:43,18    | +7,03      | Fabienne Serrat       |
| 33.     | 7 lutego  | 1974 | Sankt Moritz           | Zjazd       | 1:50,84    | +8,61      | Annemarie Moser-Pröll |
| 29.     | 8 lutego  | 1974 | Sankt Moritz           | Slalom      | 1:34,63    | +10,74     | Hanni Wenzel          |
| 24.     | 8 lutego  | 1976 | Innsbruck              | Zjazd       | 1:46,16    | +5,37      | Rosi Mittermaier      |
| 11.     | 11 lutego | 1976 | Innsbruck              | Slalom      | 1:30,54    | +5,81      | Rosi Mittermaier      |
| 18.     | 13 lutego | 1976 | Innsbruck              | Gigant      | 1:29,13    | +2,46      | Kathy Kreiner         |
| 5.      | 13 lutego | 1976 | Innsbruck              | Kombinacja  | 0,84 pkt   | +80,29 pkt | Rosi Mittermaier      |
| DNF1    | 3 lutego  | 1978 | Garmisch-Partenkirchen | Slalom      | 1:24,85    | -          | Lea Sölkner           |
| 7.      | 4 lutego  | 1978 | Garmisch-Partenkirchen | Gigant      | 2:41,15    | +1,69      | Maria Epple           |
| DNF     | 21 lutego | 1980 | Lake Placid            | Gigant      | 2:41,66    | -          | Hanni Wenzel          |
| DNF     | 23 lutego | 1980 | Lake Placid            | Slalom      | 1:25,09    | -          | Hanni Wenzel          |
| 3.      | 2 lutego  | 1982 | Schladming             | Gigant      | 2:37,17    | +0,86      | Erika Hess            |
| DNF1    | 6 lutego  | 1982 | Schladming             | Slalom      | 1:41,60    | -          | Erika Hess            |
| 9.      | 4 lutego  | 1985 | Bormio                 | Kombinacja  | 18,72 pkt  | +66,07 pkt | Erika Hess            |
| 25.     | 6 lutego  | 1985 | Bormio                 | Gigant      | 2:18,53    | +5,59      | Diann Roffe           |
| DNF2    | 9 lutego  | 1985 | Bormio                 | Slalom      | 1:29,58    | -          | Perrine Pelen         |

### Puchar Świata

#### Miejsca w klasyfikacji generalnej
- sezon 1976/1977: 28.
- sezon 1977/1978: 22.
- sezon 1978/1979: 40.
- sezon 1979/1980: 25.
- sezon 1980/1981: 38.
- sezon 1981/1982: 6.
- sezon 1982/1983: 30.
- sezon 1983/1984: 47.
- sezon 1984/1985: 51.

#### Miejsca na podium
1. Sierra Nevada – 24 marca 1977 (gigant) – 3. miejsce
2. Piancavallo – 12 grudnia 1981 (slalom) – 3. miejsce
3. Saint-Gervais – 21 grudnia 1981 (slalom) – 3. miejsce
4. Bad Gastein – 20 stycznia 1982 (slalom) – 2. miejsce
5. Lenggries – 22 stycznia 1982 (slalom) – 1. miejsce
6. Berchtesgaden – 23 stycznia 1982 (slalom) – 3. miejsce
7. Waterville Valley – 3 marca 1982 (slalom) – 1. miejsce